# Operazione piombo fuso
L'operazione Piombo fuso (in ebraico מבצע עופרת יצוקה‎?, Mivtza Oferet Yetzukah) è stata una campagna militare lanciata dall'esercito israeliano con l'intento dichiarato di «colpire duramente l'amministrazione di Hamas al fine di generare una situazione di migliore sicurezza intorno alla Striscia di Gaza nel tempo, attraverso un rafforzamento della calma e una diminuzione dei lanci dei razzi, nella misura del possibile». L'operazione militare si è protratta dal 27 dicembre 2008 alle ore 00:00 GMT del 18 gennaio 2009.
Obiettivo dichiarato dell'intervento militare israeliano è stato quello di neutralizzare Hamas che, a partire dal 2001, ha bersagliato i centri urbani nel sud di Israele con razzi Qassam provocando in otto anni 15 morti e centinaia di feriti fra la popolazione civile, costretta a un ritmo di vita scandito da sirene di allarme e corse nei rifugi (obbligatori per legge).
Da parte israeliana l'azione militare è descritta anche come una risposta all'intensificarsi del lancio dei razzi, non appena scaduta la tahdiʾa (calma) di sei mesi, ottenuta il 19 giugno 2008 dopo un lungo lavoro di mediazione da parte dell'Egitto. Da parte palestinese, per altro, il lancio di razzi contro il territorio israeliano è stato motivato dalle violazioni della tregua di parte israeliana, violazioni che nel periodo della tregua hanno portato all'uccisione di 19 palestinesi, la maggior parte dei quali durante gli attacchi aerei israeliani dell'inizio di novembre, di sei militanti di Hamas e al blocco dei convogli umanitari.
Inoltre molti commentatori, sia dopo che prima dell'azione, hanno collegato l'operazione alle vicine elezioni israeliane del 10 febbraio 2009, ipotizzando che i candidati dei tre principali schieramenti (Kadima, Partito Laburista Israeliano e Likud), temessero di poter perdere i propri consensi a causa di un comportamento percepito dalla pubblica opinione come troppo "morbido" nei confronti di Hamas.
Ufficialmente le forze armate israeliane mirano quindi a distruggere i supporti logistici di Hamas, a eliminare il maggior numero possibile di leader e a rallentarne (se non a prevenirne) il riarmo. La missione militare si pone inoltre l'obiettivo di distruggere la rete di tunnel sotterranei di collegamento con l'Egitto (attraverso i quali avviene anche il contrabbando di generi di consumo e di cibo, soprattutto durante i periodi di chiusura dei varchi con Israele), per impedire l'approvvigionamento di armi da parte di Hamas e delle altre fazioni paramilitari.
Hamas ha definito l'operazione "massacro di Gaza" (in arabo مجزرة غزة‎?), e tale definizione è stata ripresa da numerosi media del mondo islamico.
Hamas, pur continuando a negare il diritto all'esistenza di Israele in quanto Stato "occupante" del territorio palestinese, reclama la fine del blocco e chiede l'immediata cessazione delle incursioni nel suo territorio, accompagnando tale richiesta con un intensificato lancio di razzi verso gli obiettivi civili israeliani.

## Cronologia essenziale

### Situazione precedente
Dopo l'operazione Inverno caldo, avvenuta nei primi mesi del 2008, erano stati avviati alcuni tentativi di mediazione tra le parti, conclusisi all'inizio di giugno con una "calma" mediata dal governo egiziano.
Hamas aveva più volte dichiarato di considerare temporaneo il cessate il fuoco. Durante i primi mesi della "tregua" (questo è il termine usato dai media occidentali) è continuato uno sporadico lancio di razzi verso il territorio israeliano (circa 20 fino all'inizio di novembre, in misura molto minore rispetto alle centinaia al mese precedenti, principalmente effettuati da gruppi armati non sotto il diretto controllo di Hamas) e anche Israele ha continuato a compiere azioni militari nella Striscia, seppur di minore ampiezza rispetto alle operazioni precedenti e senza particolare copertura da parte dei media israeliani ed occidentali.

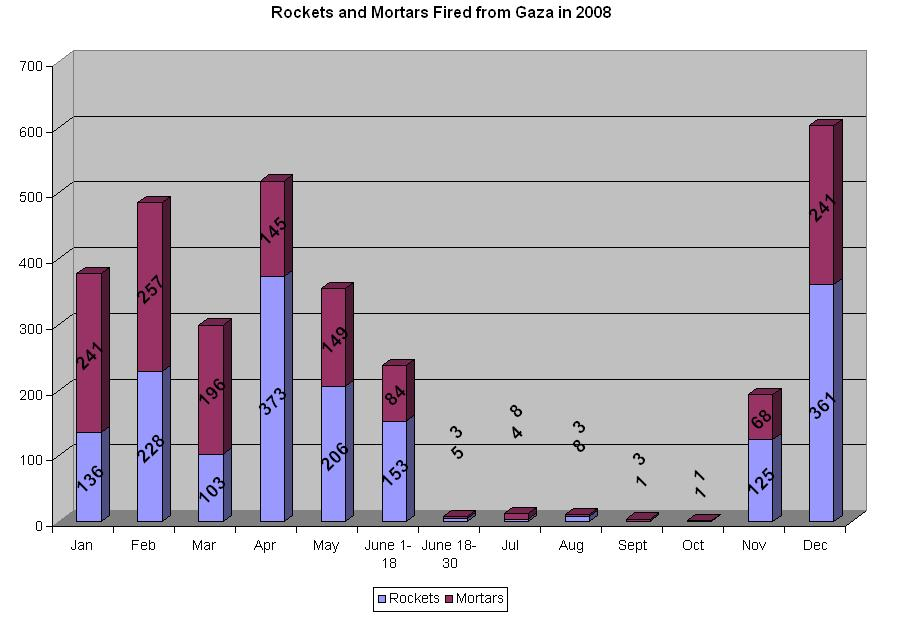
Colpi di mortaio e razzi Qassam caduti su Israele nel 2008

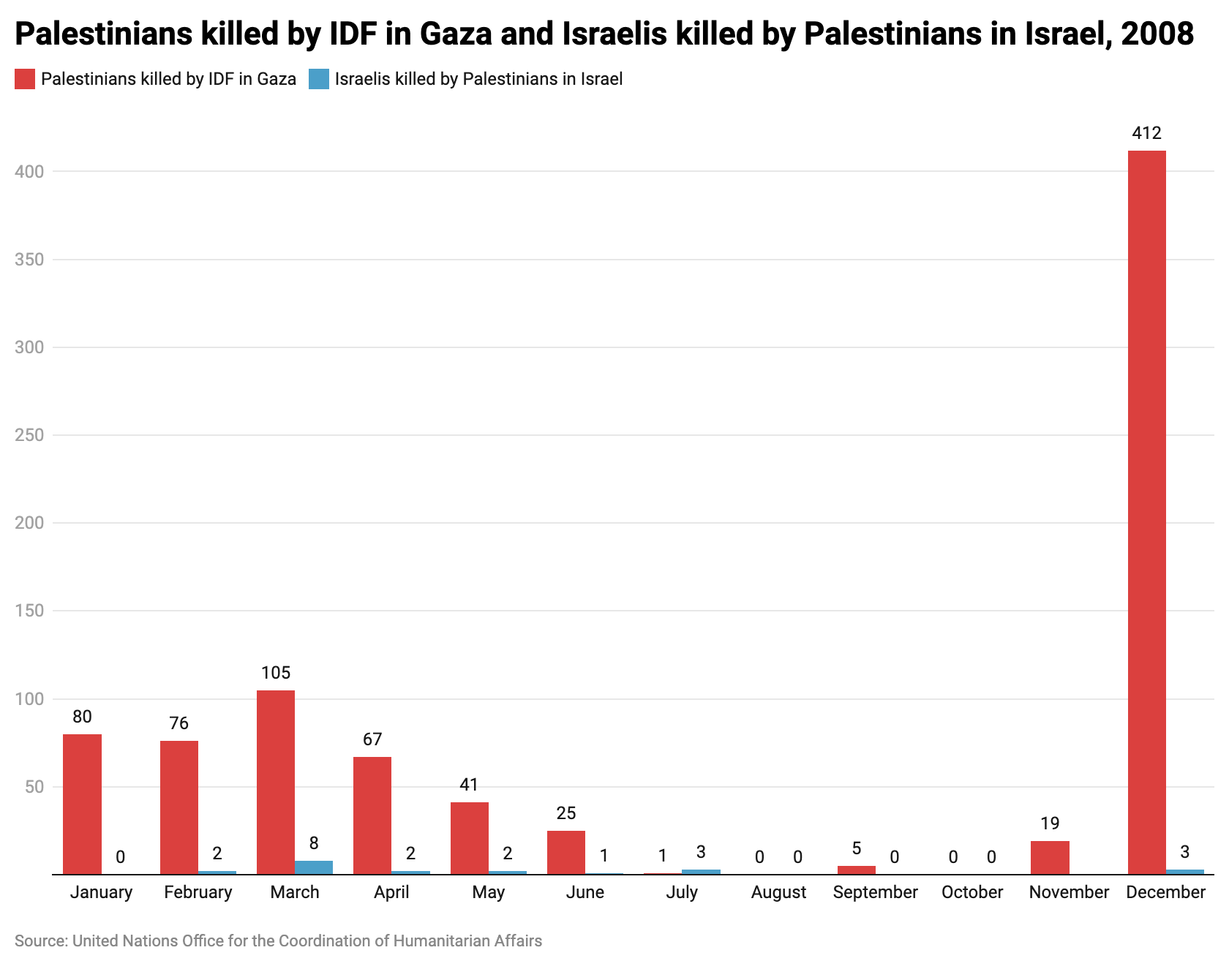
Andamento delle vittime israeliane (in tutto Israele) e palestinesi (limitate a Gaza) durante il 2008

Ad agosto Ehud Olmert, primo ministro dimissionario di Israele, presenta al presidente palestinese Mahmūd Abbās una proposta per la creazione di uno Stato palestinese. Tra le varie condizioni questa prevede che il futuro Stato sia completamente demilitarizzato e senza alcun esercito, che come confini per la Cisgiordania esso osservi il percorso dell'attuale barriera di separazione, tuttavia collegata, tramite un passaggio in territorio israeliano, alla Striscia di Gaza. In cambio dei territori che i palestinesi perderebbero (e su cui si trovano alcuni dei discussi insediamenti israeliani) sarebbe stato ceduto il 5,5 per cento di territorio israeliano nella zona del deserto del Negev, ma quest'ultima cessione sarebbe avvenuta solo dopo che l'autorità palestinese avesse ripreso l'effettivo controllo della Striscia di Gaza, gestita al tempo della trattativa da Hamas. Oltre a questo, la costituzione dello Stato palestinese avrebbe dovuto corrispondere anche a una rinuncia al cosiddetto "diritto al ritorno" nel territorio di Israele da parte dei profughi palestinesi e dei loro discendenti. Il piano è stato respinto in toto dal governo palestinese di Abu Mazen, che, tramite il suo portavoce, ha affermato che l'eventuale Stato avrebbe dovuto avere i confini precedenti alla guerra del 1967, avere Gerusalemme Est come capitale e prevedere un esercito con cui potersi difendere, mentre alcuni leader di Hamas (che non era stato comunque previsto come interlocutore) hanno affermato che un simile piano non sarebbe mai stato accettato dalla popolazione e quindi non poteva essere preso neppure in considerazione.
Il 5 novembre 2008 un'azione militare israeliana ha ucciso sette uomini di Hamas, che, secondo la versione dell'IDF, stavano preparando un tunnel, partendo da un edificio presente a pochi centinaia di metri dal confine. Il tunnel, secondo le fonti dell'esercito, sarebbe potuto servire per effettuare il sequestro di soldati israeliani. A seguito di queste morti, Hamas ha ripreso il lancio di razzi e di colpi di mortaio, tornando ai livelli precedenti la stipula della tregua. In risposta Israele ha reso più frequenti le chiusure dei valichi e costituito un blocco navale per intercettare le navi eventualmente dirette a Gaza, tra cui quelle contenenti gli aiuti umanitari da parte di diverse ONG.
È da notare che l'azione di inizio novembre era stata preceduta da un intensificarsi degli scontri nei territori palestinesi occupati tra i coloni israeliani, l'IDF e la popolazione palestinese, con diverse decine di morti, che provocano vibranti proteste da parte dell'Autorità Nazionale Palestinese.
Nel mese di novembre, diverse ONG criticano Israele per la chiusura dei valichi e in questo periodo aumentando fortemente le prese di posizione critiche nei confronti del suo operato, non limitate alla situazione a Gaza. A fine novembre il Presidente dell'Assemblea Generale dell'ONU, Miguel d'Escoto Brockmann, durante un incontro nell'ambito della Giornata internazionale di solidarietà con il popolo palestinese, ha paragonato la condizione dei palestinesi all'apartheid del Sudafrica. I rappresentanti di Israele hanno protestato, accusando il reverendo D'Escoto di "odiare Israele". Pochi giorni dopo, il 4 dicembre 2008, il Consiglio per i diritti umani dell'ONU, per voce di Richard Falk (rappresentante delle Nazioni Unite per i diritti umani nei territori palestinesi), dopo due anni di ricerche sul territorio israeliano, ha prodotto un rapporto in cui, tra le altre cose, si chiedeva a Israele di rimuovere il blocco alla Striscia di Gaza, affermando che la Corte penale internazionale avrebbe dovuto indagare sul fatto e accusando lo Stato ebraico di aver violato i termini della tregua, causando il deteriorarsi dei rapporti con Hamas. Secondo quanto riferito nel marzo 2009 da The Guardian, sempre in questo periodo, un rapporto confidenziale dell'Unione europea (datato 15 dicembre 2008, pochi giorni prima del termine della tregua), della cui copia il quotidiano britannico sarebbe venuto in possesso, avrebbe accusato Israele di mettere in atto politiche edilizie estremamente favorevoli nei confronti della popolazione ebraica e discriminatorie nei confronti di quella palestinese, atte a favorire l'annessione da parte di Israele di Gerusalemme Est e l'ulteriore espansione di insediamenti nei territori occupati.
Il 13 dicembre il governo di Israele annuncia che è disposto a prolungare la tregua, a patto che Hamas accetti le sue condizioni. Il giorno successivo i rappresentanti al Cairo di Hamas hanno proposto di tornare agli accordi originali: Hamas avrebbe interrotto il lancio di razzi verso Israele, ma questo avrebbe aperto i varchi di frontiera, rimosso le limitazioni ai traffici commerciali e non effettuato più operazioni a Gaza.
Il 20 dicembre Hamas ha dichiarato ufficialmente che non avrebbe esteso la tregua, accusando Israele di averla violata e portando come motivazione la non rimozione dell'assedio e il blocco degli aiuti umanitari. Le autorità israeliane hanno sostenuto di aver iniziato a rimuovere i blocchi, ma di averli ripristinati per via del fatto che erano nuovamente iniziati i lanci di razzi e il traffico di armi.
Alla riunione del governo israeliano del 21 dicembre, Yuval Diskin, il comandante della Shin Bet (l'agenzia di sicurezza interna israeliana), ha confermato di essere stato a conoscenza di richieste di Hamas, affermato che, pur avendo incrementato il lancio dei razzi, Hamas era "interessato a proseguire con la tregua, ma vuole ampliarne i termini"... "Vuole che venga rimosso l'assedio [di Gaza], la cessazione degli attacchi e l'estensione della tregua anche alla [Cisgiordania]" le stesse richieste (una tregua comprendente tutti i territori palestinesi) sono state poi avanzate anche dal ministro palestinese Mustafà Barguti.
Il 23 e 24 dicembre alcuni esponenti di Hamas, tra cui Mahmoud al-Zahar (uno dei cofondatori del gruppo e ministro degli esteri designato dopo la vittoria elettorale del 2006) sostengono in interviste con media occidentali e vicino-orientali la possibilità di rinnovare la tregua, a patto che Israele cessi gli attacchi. In occasione di queste dichiarazioni viene anche confermata una tregua di 24 ore nel lancio dei razzi, per permettere l'apertura dei valichi con l'Egitto per il transito di aiuti umanitari.
Nel frattempo vengono incrementate le azioni dell'esercito israeliano, che muove alcuni mezzi corazzati nella zona di confine della striscia di Gaza. Il 23 e il 24 dicembre le forze militari israeliane effettuano alcuni raid nella Striscia, causando la morte di alcuni miliziani di Hamas e di alcuni civili palestinesi. Queste azioni causano in risposta nei giorni seguenti un ulteriore aumento del lancio di razzi e di colpi di mortaio da parte di Hamas.
In occasione del Natale, la comunità cristiana di Gaza protesta per la mancata concessione della maggior parte dei permessi per recarsi in pellegrinaggio a Betlemme e per il mancato passaggio degli aiuti umanitari.
A fine dicembre, contemporaneamente all'inizio dell'operazione, media vicini ai movimenti palestinesi, in risposta alle accuse rivolte ad Hamas di aver violato per prima la tregua effettuate dal governo israeliano e riprese dalla maggior parte dei media occidentali, hanno denunciato che durante la tregua gli interventi dell'IDF nella Striscia di Gaza avrebbero causato la morte di 49 persone, tra cui diversi bambini, accusando quindi Israele di essere stata la prima a violarla.
Durante gli ultimi giorni della tregua e subito dopo il suo termine i rapporti tra il governo israeliano e il governo palestinese di Abu Mazen sono stati altalenanti. Ad inizio dicembre il ministro degli esteri Tzipi Livni, ha dichiarato che dopo l'eventuale costituzione di uno Stato palestinese, alla popolazione araba di cittadinanza israeliana (circa 1 400 000 persone) verrà chiesto di trasferirsi in questo, suscitando le proteste dei deputati arabo-israeliani alla Knesset e del presidente palestinese, che ha definito le dichiarazioni "un ostacolo al processo di pace". Pochi giorni dopo, in occasione della Festa islamica del Sacrificio, Israele, come forma di conciliazione tra i due governi, annuncia la liberazione di 227 detenuti palestinesi (sui circa 11 000 detenuti nelle prigioni israeliane), la maggior parte residenti in Cisgiordania, affermando (in risposta alle critiche interne al paese verso questa scelta) che nessuno di questi in passato aveva agito contro cittadini israeliani.

### 27 dicembre: inizio dei bombardamenti
L'operazione è scattata il 27 dicembre 2008 (11:30 ora locale, 9:30 UTC) dopo il completamento della raccolta di informazioni di intelligence, proseguita per un periodo di tempo imprecisato. La prima parte dell'azione è consistita nell'abbattimento da parte dell'aviazione di vari punti di alto profilo militare e altri obiettivi sospettati di essere legati al governo di Hamas.

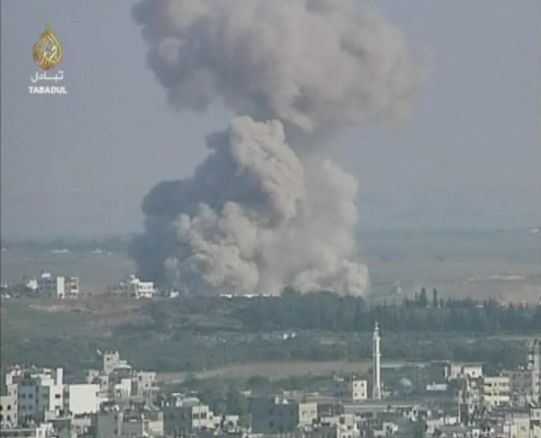
Bombardamenti israeliani su Gaza

Nel primo giorno di bombardamenti i morti vengono stimati, a seconda delle fonti, tra i 200 e i 300, e questo viene considerato da fonti e dai media palestinesi come il giorno con più caduti nei 60 anni di conflitto aperto (è stato rinominato da queste il Sabato nero del massacro). I feriti vengono stimati da fonti mediche palestinesi in circa 700. Tra gli obiettivi colpiti nelle prime fasi degli attacchi gli edifici della pubblica amministrazione e delle forze dell'ordine dipendenti dal governo di Hamas. Tra questi ultimi una caserma di polizia in cui stava avvenendo la cerimonia di diploma per i nuovi ufficiali, nel cui bombardamento sono morte circa 40 persone, tra cui il comandante della polizia di Gaza, Tawfiq Jaber (alla fine del conflitto saranno 230 i morti tra i membri delle forze dell'ordine dipendenti dal governo di Hamas).
Già al secondo giorno dell'intervento armato sono 240 gli obiettivi colpiti dall'aviazione israeliana, tra i quali caserme, depositi di munizioni, zone di lancio di razzi e decine di tunnel. Colpita anche l'università islamica di Gaza nei cui laboratori, secondo l'intelligence israeliana, avveniva la messa a punto di armi

ed alcuni moli del porto.
Intanto dalla Striscia di Gaza continua il lancio di razzi Qassam e Grad sul sud d'Israele, che nel primo giorno causano una vittima e diversi feriti.
Prima che Israele cominci l'azione di terra, Hamas inizia i regolamenti di conto all'interno della Striscia di Gaza. Secondo il Jerusalem Post, che cita fonti della stessa Hamas, il movimento uccide 35 palestinesi, membri del Fath, accusati di essere spie. La tensione tra i due gruppi era già elevata precedentemente (già dal 27 dicembre sono stati gambizzati 75 esponenti del Fath), a causa degli scontri che portarono la fazione di Abu Mazen ad essere estromessa dalla Striscia di Gaza.
Nell'arco di tempo che va dal 31 dicembre 2008 al 3 gennaio 2009, i raid di Israele uccidono diverse figure di rilievo di Hamas, tra cui il leader Nizar Rayyan, oltre a un non meglio precisato alto comandante del braccio armato di Hamas.

### 3 gennaio: attacco via terra
Successivamente, all'alba della mattina del 3 gennaio 2009, Israele ha cominciato a colpire Hamas con colpi di artiglieria, provenienti da mezzi stanziati a poche centinaia di metri dal confine con Gaza, preannunciando un'azione di terra.
Già il 3 gennaio a Gaza il sistema sanitario era collassato; a 250 000 abitanti mancava l'elettricità mentre l'acqua corrente era disponibile a intermittenza ed essendo stato colpito il principale canale fognario gli scoli hanno invaso le strade.
Alle 20:00 circa (ora locale) del 3 gennaio, le truppe israeliane sono penetrate con carri e mezzi blindati di vario tipo all'interno della Striscia di Gaza da tre punti, dando inizio ai primi scontri a fuoco, e riuscendo ad assumere il controllo di alcune postazioni di lancio dei razzi Qassam.
L'esercito israeliano ha aperto una pagina sul sito internet di condivisione di video YouTube, rendendo di pubblico dominio alcune fasi del suo intervento nella Striscia di Gaza.
Nella mattina successiva all'inizio dell'azione di terra, le forze speciali dello Stato d'Israele sono penetrate fin nella zona urbana periferica di Gaza, in particolare nella frequentata area commerciale, uccidendo anche alcuni civili. I raid d'Israele hanno ucciso più di 400 persone, sia civili e miliziani di Hamas sia alcuni dei propri soldati per errore, e i razzi di Hamas hanno fatto 30 feriti e inflitto alcune imprecisate perdite alla parte israeliana. Combattimenti hanno avuto luogo nelle zone di Beit Hanun e Beit Lahia e si sono verificati scontri a fuoco all'altezza di Jabàlya, nel nord, e nel quartiere di Zeytun, a est della città di Gaza. Quest'ultima è stata complessivamente isolata dal sud del territorio, privando così i combattenti di Hamas di eventuali rifornimenti di armi e munizioni.
La città di Gaza è stata totalmente accerchiata dalle forze armate israeliane, mentre violenti scontri si sono sviluppati a Dayr al-Balah e Bureyj, nella zona centrale della Striscia. Altri combattimenti sono scoppiati nel campo profughi di Jabaliya, a Nord della città di Gaza. Qui è stata segnalata l'uccisione di un capo militare di Hamas, Iman Siam.
L'azione militare israeliana si è estesa alla città di Khan Yunis, situata a sud della Striscia di Gaza, considerata roccaforte di Hamas. Nel contempo è proseguito il lancio di razzi verso Israele che si sono spinti fino alla cittadina di Gedera, a 30 km da Tel Aviv.

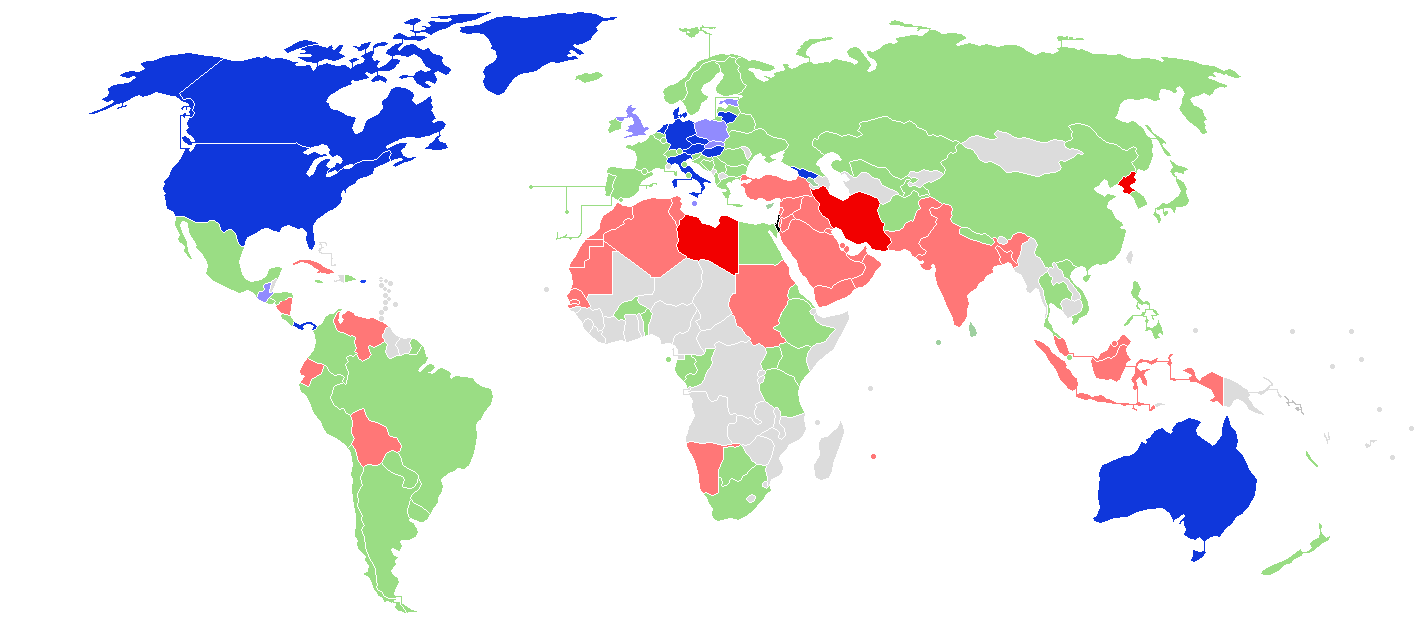
Reazioni internazionali al conflitto
Israele-Striscia di Gaza
Stati che hanno appoggiato la posizione di Israele e il suo diritto a difendersi
Stati che hanno condannato solo l'azione di Hamas
Stati che hanno appoggiato la posizione di Hamas e il suo diritto ad azioni di resistenza
Stati che hanno condannato solo l'azione di Israele
Stati che hanno chiesto la fine delle ostilità, e condannato entrambi gli schieramenti
Stati che non hanno espresso opinioni

     Israele-Striscia di Gaza
     Stati che hanno appoggiato la posizione di Israele e il suo diritto a difendersi
     Stati che hanno condannato solo l'azione di Hamas
     Stati che hanno appoggiato la posizione di Hamas e il suo diritto ad azioni di resistenza
     Stati che hanno condannato solo l'azione di Israele
     Stati che hanno chiesto la fine delle ostilità, e condannato entrambi gli schieramenti
     Stati che non hanno espresso opinioni

### 6 gennaio: la scuola dell'UNRWA
Il 6 gennaio 2009, un raid israeliano colpisce una scuola ONU adibita a rifugio per civili, dalla quale si riteneva fossero partiti lanci di razzi. Il numero delle vittime è stimato essere circa 40 e i feriti circa 50, e immediata è la reazione di Ban Ki Moon, Segretario Generale dell'ONU, che chiede un'indagine sull'avvenimento. L'esercito israeliano dichiara di non essere stato a conoscenza della presenza di civili in quell'edificio, e dispone un'inchiesta: al termine della stessa, il 15 gennaio, afferma di ritenere eccessivo il numero dei deceduti conteggiati dalle fonti internazionali (43), sostenendo che 21 dei caduti sarebbero stati noti, e tra questi vi sarebbero stati diversi militanti di Hamas (due sarebbero stati identificati subito, sempre secondo fonti dell'IDF). Le indagini dell'ONU hanno invece fin dal primo momento sostenuto che non vi sarebbero stati lanci di razzi dall'edificio e che la posizione di questo era nota da tempo ad Israele, mentre sarebbero state raccolte dai media testimonianze non verificate, sia a favore sia contro la loro presenza nell'area dell'edificio della scuola.
Nei giorni seguenti l'ONU, per voce di John Ging, direttore esecutivo dell'UNRWA a Gaza, corregge quanto sostenuto fino a quel momento: "nessuno all'interno della scuola è stato ucciso dai proiettili israeliani". La notizia, apparsa a firma di Patrick Martin sul quotidiano canadese The Globe, viene ripresa da molti altri giornali. I circa 40 morti infatti sarebbero avvenuti nelle strade intorno alla scuola, colpite dall'attacco, ma parte di questi sarebbero stati civili che in quel periodo erano stati ospitati nell'edificio e questo fatto avrebbe causato la falsa convinzione che questi siano stati colpiti all'interno dello stesso. Ging ha anche affermato che il filmato mostrato come prova da Israele, relativo alla presenza di alcuni miliziani nel giardino della scuola (che avrebbero motivato l'attacco nella zona), era materiale già visionato dall'ONU ed era in realtà risalente al 2007.

### La diplomazia al lavoro
Gli sforzi diplomatici si susseguono incessantemente, vedendo impegnati i leader dei governi europei, in primis Nicolas Sarkozy, l'egiziano Hosni Mubarak e gli USA, ma non ottengono grandi risultati, poiché da un lato Hamas non accetta alcuna tregua, dall'altro il Ministro degli esteri designato israeliano Tzipi Livni sostiene la contrarietà del suo Governo alla cessazione degli attacchi da parte del proprio esercito, fino a compimento della missione.
Nel frattempo, una parte della dirigenza di Fath, che mantiene il controllo della Cisgiordania, dichiara che il popolo palestinese non è pronto per un'altra intifada, ed alcuni ammettono di aver anche festeggiato la disarticolazione di Hamas in seguito all'attacco israeliano.
Accogliendo le pressanti richieste della Comunità Internazionale, il 7 gennaio 2009, il governo israeliano concede una tregua di tre ore al giorno per consentire l'apertura di un corridoio umanitario.

### 8 gennaio: la risoluzione ONU
L'8 gennaio, il Consiglio di sicurezza dell'ONU ha approvato la risoluzione 1860 che chiede un immediato cessate il fuoco e il ritiro delle truppe israeliane, con 14 dei 15 Stati membri a sostegno della risoluzione e un'astensione (Stati Uniti). Sia Hamas che Israele hanno respinto la richiesta. Il Primo ministro israeliano Ehud Olmert ha definito la risoluzione "impraticabile" a causa del continuo lancio di razzi dalla Striscia, mentre Ayman Taha, portavoce di Hamas, ha accusato le Nazioni Unite di "non tenere conto degli interessi del nostro popolo". Olmert successivamente affermerà di aver personalmente telefonato al presidente statunitense George W. Bush, per chiedergli l'astensione degli Stati Uniti nella votazione all'ONU.

### 18 gennaio: Conferenza a Sharm el Sheikh e avvio alla tregua
Nella serata del 17 gennaio il gabinetto di sicurezza dello Stato di Israele ha annunciato un "cessate il fuoco" unilaterale nella Striscia di Gaza, precisando di aver realizzato e superato gli obiettivi prefissati dell'Operazione Piombo fuso. Cesseranno dunque i bombardamenti, i colpi di artiglieria e le incursioni, ma l'esercito non abbandonerà l'area finché verranno lanciati ordigni. Hamas inizialmente non riconosce questa tregua, in quanto nessuna delle sue proposte (tregua di un anno, con possibilità di rinnovo, qualora Israele abbandoni la Striscia entro 5-7 giorni e ponga fine al blocco della Striscia di Gaza) è stata presa in considerazione.
Il 18 gennaio 2009 si svolge la Conferenza di Pace di Sharm el Sheikh, fortemente voluta dai governi occidentali e dall'egiziano Mubarak, che porta all'accettazione della tregua da parte d'Israele e del ritiro da Gaza a patto che i confini siano sorvegliati per evitare il contrabbando d'armi, e anche all'apertura di Hamas nei confronti di una tregua di una settimana se, in questo stesso periodo di tempo, Israele completerà il ritiro del proprio esercito.
Dopo ventidue giorni il bilancio complessivo del ministero della Sanità di Gaza, gestito da Hamas, ha annunciato che le vittime sono 1203 di cui 410 bambini, i feriti invece 5300. Da parte israeliana si calcolano invece 13 vittime israeliane, di cui tre civili e quasi 200 i feriti.

### L'evoluzione della tregua
Il bilancio, dopo la tregua, continua ad aumentare: nei primi tre giorni di tregua personale della Mezzaluna Rossa hanno estratto dalla rovine circa 100 cadaveri, molti dei quali in avanzato stato di decomposizione.
Inoltre, anche dopo la proclamazione della tregua Israele ha ucciso un ragazzo palestinese e ferito un altro a Khan Yunis, dove delle navi da guerra hanno cannoneggiato uno spazio aperto; a est di Gaza e a Jabalia elicotteri hanno lanciato bombe al fosforo bianco su un quartiere residenziale
Secondo un rapporto della Croce Rossa Internazionale del 20 gennaio, sarebbero almeno 80 000 i palestinesi rimasti senza casa a causa del conflitto e le distruzioni sarebbero state generalizzate. La Croce Rossa nello stesso rapporto ha rimarcato che la distruzione delle precedenti settimane andava ad aggravare una situazione che già precedentemente era critica da un punto di vista umanitario e che durava da 18 mesi.L'Unrwa ha chiesto di aprire i valichi perché possano arrivare a Gaza aiuti e materiale per la ricostruzione, ma Tzipi Livni ha respinto la richiesta pretendendo in cambio la liberazione di Ghilad Shalit. Tra le proprietà distrutte anche molti uliveti e campi coltivati, oltre che diverse strade. Prime stime valutano in 4000 il numero delle abitazioni completamente distrutte (a cui va ad aggiungersi un numero imprecisato di case danneggiate), oltre a 1500 fabbriche o laboratori e 20 moschee.
Al vertice economico di Madinat al-Kuwait del 19 l'Arabia Saudita ha annunciato una donazione di un miliardo di dollari per la ricostruzione; Qatar e Siria proponevano la creazione di un fondo che coinvolgesse tutte le fazioni palestinesi, ma hanno ottenuto solo un comunicato, considerato generico, in cui si cita la possibilità di azioni legali internazionali contro Israele per crimini di guerra.

## Obiettivi dell'operazione militare e tipologia dell'attacco
Bersaglio dell'offensiva israeliana sono i tunnel di collegamento con l'Egitto da cui vengono contrabbandate sia le armi, sia il cibo ed altri prodotti di prima necessità (questi ultimi soprattutto durante i periodi in cui i varchi di accesso a Gaza sono chiusi), nonché i siti da cui partono i razzi che da 8 anni colpiscono obiettivi civili in Israele. Secondo l'IDF questi ultimi sarebbero volutamente collocati da Hamas in prossimità di scuole, mercati, moschee, e altri luoghi ad alta densità di popolazione civile, allo scopo di farsene scudo e questo motiverebbe l'elevato numero di edifici civili colpiti durante le operazioni militari.

### Violazioni dei diritti umani e del diritto umanitario
Sono state riportate numerose violazioni - sia da parte dei militari di Israele, sia da parte degli uomini di Hamas - dei diritti umani e del diritto umanitario.
Nel corso di un'indagine condotta dal comitato affari esteri della Camera dei comuni britannica, è stata illustrata la tesi israeliana della natura offensiva dei tunnel scavati sottoterra nella striscia di Gaza, quando si avvicinassero a meno di 500 metri dalla frontiera con Israele. In altra sede, durante una conferenza di tipo accademico, è stato invece notato dall'avvocato e professore britannico Geoffrey Nice e dal generale Nick Parker che "la costruzione di un tunnel non è stata una violazione del cessate il fuoco, ma l'incursione armata a Gaza sicuramente lo è".

#### Israele
Nelle fasi finali del conflitto, durante l'offensiva di terra, si sono registrati casi (in parte verificati anche dalle indagini successive dell'ONU) in cui i soldati dell'IDF hanno fatto uso di alcuni bambini come scudi umani, facendoli camminare di fronte ai loro mezzi. In altri casi alcune famiglie sarebbero state sequestrate e tenute rinchiuse nelle loro case, che venivano impiegate dai soldati israeliani come base per le operazioni e come punto di osservazione per i cecchini. Dubbi e forti critiche al comportamento di membri dell'esercito sono state successivamente poste anche da alcuni degli stessi soldati che hanno partecipato all'operazione, poche settimane dopo la fine di questa. Stando a quanto riportato dai media principalmente venivano criticate la quasi nulla considerazione per la vita dei civili palestinesi, la tendenza da parte di molti soldati ad equiparare tutta la popolazione della Striscia con i terroristi e una certa impostazione religiosa della guerra che giustificava l'operazione nell'ottica di una più generale espulsione dei "gentili" della terra promessa.
Sulle motivazioni religiose che hanno esasperato alcuni comportamenti tenuti da militari israeliani durante le azioni, hanno avuto importanza le incitazioni dei rabbini militari che avrebbero incitato esplicitamente alla "Guerra Santa" per l'espulsione dei non ebrei dallo Stato di Israele. Questa esaltazione del tema religioso ha radici profonde, in quanto anche in altre circostanze ci sarebbero state analoghe incitazioni, in alcuni casi finite davanti alla giustizia militare israeliana.
Nel luglio del 2009 l'ONG israeliana Breaking the Silence (in parte composta da ex soldati) ha pubblicato un report, contenente le testimonianze anonime di 54 soldati, che avrebbero preso parte all'operazione, i quali denunciavano l'uso da parte delle forze armate israeliane di civili palestinesi come scudi umani, la massiccia demolizione di edifici in generale una scarsa considerazione per l'incolumità dei civili. Una delle testimonianze riporta che alle truppe era stato consegnato un pamphlet, con il simbolo dell'esercito, che paragonava i palestinesi ai nemici storici di Israele, i Filistei. Le autorità israeliane hanno respinto le accuse, ritenendole non credibili, ed evidenziando come l'anonimato delle testimonianze riportate e l'assenza di una comunicazione preventiva da parte dell'ONG prima della pubblicazione abbia impedito alla difesa di effettuare eventuali verifiche sulla realtà o meno delle dichiarazioni riportate nel report.

#### Hamas
Si può notare che la tattica di guerriglia di Hamas è stata costituita da varie azioni proibite secondo il diritto internazionale umanitario. Ad esempio il lancio di missili eseguito da aree civili e densamente popolate, come anche l'indirizzamento di tali missili verso civili e non verso obbiettivi militari, costituisce violazione degli obblighi cui tutti i combattenti sono tenuti dal diritto umanitario.
Le violazioni dei diritti umani da parte di Hamas sono state poi effettuate principalmente verso i cittadini palestinesi, i quali sono sottoposti alle conseguenze di un regime non democratico.
Secondo varie fonti, tra le quali Amnesty International, le forze di Hamas avrebbero compiuto sia durante che dopo l'operazione Piombo fuso torture, sequestri ed uccisioni nei confronti di sospetti collaborazionisti di Israele, nella misura di alcune decine di persone.
Sono state colpite, oltre a singole persone, anche organizzazioni della società civile come One Voice, che ha visto anche devastati i suoi uffici e sequestrati computer ed archivi.
Dopo le intimidazioni e visto che il lavoro continuava a casa dei collaboratori, Hamas ha imposto di richiedere uno proprio specifico permesso a chi volesse continuare a lavorare, e One Voice nel 2008 ha terminato i propri lavori a Gaza.

#### La relazione dell'ONU
Nel settembre 2009 è stata presentata la relazione della missione dell'ONU che dall'aprile 2009 ha indagato sul conflitto. Secondo quanto riferito dal presidente Richard J. Goldstone (ex giudice costituzionale del Sudafrica, ex membro del Board of Governors dell'università ebraica di Gerusalemme) vi sarebbero state violazioni dei diritti umani da entrambe le parti, pur riservando le critiche maggiori all'operato delle forze armate israeliane, ritenute responsabili di aver deliberatamente colpito dei civili in più occasioni.
Oltre alle critiche per le azioni di guerra vere e proprie, vengono criticate nel rapporto anche le esecuzioni sommarie e gli arresti effettuati al di fuori delle norme di legge dalle forze palestinesi nei confronti degli appartenenti a gruppi rivali sia a Gaza che nel West Bank, e le azioni di repressione delle espressioni di dissenso e di critica da parte di Israele.
La missione dell'ONU ha anche chiesto al Consiglio di ordinare ad Israele e Hamas (quest'ultimo in quanto autorità che controlla Gaza) di effettuare ulteriori e più credibili indagini su queste violazioni e di riferire tra sei mesi i risultati di queste. Nel rapporto si chiede anche alle autorità palestinesi l'immediato rilascio di Ghilad Shalit.
Le autorità di Gaza legate ad Hamas, che avevano offerto la loro collaborazione durante le investigazioni, hanno comunque criticato il rapporto, definendolo "politico, sbilanciato e disonesto" ("political, unbalanced and dishonest"), affermando che mette sullo stesso piano chi commette i crimini e chi cerca di resistervi. Israele, che aveva rifiutato di collaborare con la missione dell'ONU impedendo ai suoi ricercatori l'accesso al sud del paese e a Gaza (personale poi transitato per l'Egitto), ha criticato i risultati, affermando che sono "chiaramente di parte" ("clearly one-sided"), e ha contestato il numero delle vittime, almeno 1400 secondo il rapporto dell'ONU, ritenute dalle autorità israeliane solo 1166.
Oltre a Goldstone la missione comprendeva membri provenienti dall'Irlanda, dalla Gran Bretagna e dal Pakistan. Diversi commentatori pro-israeliani hanno pesantemente criticato il rapporto e direttamente Richard Goldstone, che è stato definito dal suo collega Alan Dershowitz come un "traditore degli ebrei".
Nell'ottobre 2009 il Consiglio per i Diritti Umani delle Nazioni Unite ha votato a maggioranza il rapporto Goldstone, con 25 stati a favore, 6 contrari e 11 astenuti. Il ministro dell'interno israeliano Eli Yishai ha definito la votazione "una decisione anti-israeliana presa da un organismo anti-israeliano" affermando anche che "L'esercito israeliano ha usato i guanti di velluto sui civili di Gaza". I media hanno riportato notizie di azioni diplomatiche da parte di Stati Uniti e Italia (contrari alle tesi del rapporto) per influenzare e spostare voti dei paesi che si erano inizialmente dichiarati favorevoli, verso un voto contrario o l'astensione.
Negli ultimi giorni di gennaio 2010 Israele, per voce del ministro dell'informazione Yuli Edelstein, ha fatto sapere che non collaborerà a creare una commissione indipendente per indagare su eventuali crimini di guerra commessi durante l'operazione, ma fornirà all'ONU un proprio rapporto sulle indagini interne svolte dal personale delle sue forze armate. Il rapporto, di 46 pagine, è stato poi consegnato alcuni giorni dopo.
Anche Hamas ha consegnato all'ONU un suo rapporto sugli avvenimenti. In questo l'uccisione di tre civili da parte di un razzo, citata nel rapporto, viene definita un "errore", e viene affermato che l'obiettivo erano alcuni "impianti militari ubicati nelle città sioniste". L'affermazione ha ricevuto pesanti critiche da parte israeliana.
Nel luglio 2010 Israele ha prodotto una nuova relazione in risposta al rapporto di Goldstone. In questa relazione le autorità israeliane affermavano di aver aperto 150 indagini relativamente ad azioni di cui erano accusate le forze dell'IDF, di aver effettuato 47 indagini penali e di aver iniziato quattro processi nei confronti di altrettanti soldati per alcuni fatti indipendenti fra di loro.
Il 21 settembre 2010 una commissione di esperti indipendente, creata su mandato del consiglio per i diritti umani delle Nazioni Unite e presieduta dal giurista tedesco Christian Tomushat, ha valutato come inadeguate le indagini di Israele e di Hamas. Secondo quanto riportato, le inchieste sarebbe rimaste per larga parte incomplete e ben lontane dagli standard internazionali richiesti: Israele avrebbe impostato le indagini in modo parziale, negando la sua collaborazione all'operato investigativo dell'ONU, e avrebbe concentrato le punizioni, quando presenti, solo nei confronti degli ufficiali di basso rango; Hamas non avrebbe effettuato nessuno sforzo per rispondere alle accuse che gli erano rivolte dal rapporto Goldstone, non riuscendo peraltro a dimostrare l'asserita liberazione dei prigionieri politici e la persecuzione di chi si era reso responsabile di crimini.

### Guerra psicologica
I bombardamenti israeliani sono preceduti da lancio di volantini o da chiamate in arabo sulla linea telefonica, ufficialmente per garantire alla popolazione civile un margine di tempo per mettersi in salvo. Secondo alcune fonti in risposta i palestinesi spesso affollerebbero i tetti degli edifici bersagliati, nella speranza di non farli bombardare. L'ONU ha rilevato che in alcuni casi l'attacco avviene tuttavia solo dopo alcuni minuti dall'avviso
 Data l'alta densità abitativa della Striscia di Gaza il lancio di volantini rendeva spesso impossibile determinare quale fosse il bersaglio. Sia Amnesty International sia le Nazioni Unite hanno sostenuto che nelle aree densamente popolate della Striscia di Gaza di fatto non esistono "aree sicure" in cui i civili possano rifugiarsi dopo aver ricevuto l'avvertimento.
Diverse ONG e gruppi per i diritti umani, tra cui il Palestinian Centre for Human Rights, hanno definito questi avvisi preventivi in cui viene annunciata la distruzione delle abitazioni (ed ovviamente di tutti i beni contenuti), uniti all'impossibilità di trovare rifugio efficace e all'incertezza dei tempi dell'attacco, una forma indiretta di guerra psicologica. È stato anche riportato l'uso di messaggi sui telefoni e interferenze delle stazioni radio da parte di Hamas, per annunciare il lancio di razzi.

### Utilizzo di fosforo bianco

L'ONU ed organizzazioni umanitarie come Human Rights Watch sostengono che munizioni come queste, usate da Israele, siano a base di fosforo bianco.

#### Israele
Le Nazioni Unite,, Human Rights Watch, l'organizzazione israeliana per i diritti umani B'Tselem, il ministero della salute di Gaza, la Croce Rossa Internazionale, John Ging dell'UNRWA, e Amnesty International hanno affermato che l'esercito israeliano ha fatto uso di fosforo bianco durante il conflitto. Israele ha prima negato le accuse, ma successivamente ha ammesso di averne impiegato, affermando però che l'uso delle armi impiegate dall'IDF nel conflitto era "compatibile con la legge internazionale", che le permettono a scopo d'illuminazione o cortina fumogena, ma le vietano nell'uso contro i civili. Ricerche condotte da Amnesty International a Gaza hanno portato all'identificazione dei numeri seriali su resti di bombe al fosforo, che ne dimostrano la produzione statunitense.
L'organizzazione non governativa israeliana NGO Monitor (ritenuta da diverse fonti filo-israeliana) ha criticato le accuse, sostenendo che queste erano basate solo su testimonianze oculari non verificabili. Amnesty International ha risposto alle critiche del NGO sostenendo che le loro affermazioni erano sostenute dal parere di esperti in armi, mentre l'ONU ha affermato che le sue accuse si basavano direttamente sul ritrovamento di ordigni inesplosi, tra cui quelli utilizzati contro un deposito alimentare delle stesse Nazioni Unite, incendiato proprio dal bombardamento con il fosforo (operazione che ha causato la distruzione di 1000 tonnellate di cibo ed ha attirato le critiche di molte nazioni).
Israele ha ammesso di aver utilizzato tendine fumogene al fosforo bianco, a scopo di illuminazione, durante l'Operazione Piombo fuso. Se non usato direttamente contro civili, il fosforo bianco non è una componente vietata nelle armi.
Il 2 febbraio 2009 una squadra speciale dell'ONU, la Mines Action Team, che ha il compito di bonificare la Striscia di Gaza dal materiale inesploso, nell'ambito delle sue operazioni aveva avuto accesso ad un deposito in cui erano state accumulate dalle forze di sicurezza della Striscia (principalmente dipendenti da Hamas) diverse bombe inesplose e numerose munizioni: tra queste 3 bombe da 2000 libbre (circa 900 kg), 8 da 500 libre (circa 225 kg) e una grande quantità di munizioni da 155 mm impiegate per i proiettili incendiari al fosforo bianco.
Secondo quanto riportato dai media sabato 14 febbraio gli esperti dell'ONU, tornando al deposito (custodito della polizia di Hamas), l'avrebbero trovato quasi completamente vuoto. L'esercito israeliano ha accusato Hamas di esserse responsabile della sparizione, mentre gli esperti dell'ONU si sono detti preoccupati in quanto il materiale è estremamente pericoloso e potrebbe facilmente essere innescato anche per errore, augurandosi che venga restituito il prima possibile. Il Mines Action Team, pur essendo presente a Gaza, al momento della sparizione, da circa tre settimane non aveva ancora iniziato le operazioni per rendere inattivo l'esplosivo, in quanto attesa dei permessi da parte del governo israeliano per il passaggio dell'equipaggiamento necessario e per la definizione del luogo dove depositare in sicurezza il materiale.
Nel documento prodotto in risposta al rapporto Goldstone dell'ONU, il governo israeliano ha affermato di aver effettuato una reprimenda nei confronti di due alti ufficiali dell'IDF per aver "abusato della loro autorità in un modo che ha messo a rischio la vita di altri" ("exceeding their authority in a manner that jeopardized the lives of others"). I due ufficiali erano responsabili dell'aver ordinato un lancio di centinaia proiettili al fosforo bianco (con lo scopo ufficiale di creare una cortina fumegena che agevolasse la ritirata delle truppe) che aveva causato, il 15 gennaio 2009, un incendio in alcuni depositi dell'agenzia delle azioni Unite per i profughi palestinesi, distruggendo diverse tonnellate di cibo destinato alla popolazione ed altri materiali e ferendo un dipendente dell'ONU ed alcuni civili palestinesi. Nelle strutture dell'ONU colpite dall'attacco avevano trovato rifugio alcune centinaia di civili. Dopo che la notizia è stata diffusa dai media, il governo israeliano ha però smentito di aver preso provvedimenti disciplinari nei confronti di suoi ufficiali. Alcuni media, come la BBC, nel riportare la notizia, hanno evidenziato come questa sia una delle prime ammissioni, seppur non esplicita, dell'abuso dei proiettili a fosforo bianco da parte di Israele.

#### Hamas
Il 14 gennaio la polizia israeliana ha accusato Hamas di aver lanciato una bomba al fosforo sul territorio israeliano, nei pressi di un campo al confine con Sderot.

### Utilizzo di esplosivi densi a metallo inerte
I giornalisti di RaiNews24 e alcuni medici al seguito del dottor Mads Gilbert, ritengono che l'IDF abbia utilizzato una nuova arma sperimentale, nota come DIME. Si tratta di proiettili formati da una struttura esterna in fibra di carbonio, riempita con polvere di tungsteno al posto dei tradizionali shrapnel metallici. Le particelle di tungsteno permettono di sviluppare un'esplosione ad alta temperatura in un raggio di azione molto ridotto, allo scopo di produrre il danno in uno spazio minore. Fonti israeliane hanno negato l'utilizzo di tale arma, nonostante si dica che sia sempre in corso lo sviluppo di armi volte a produrre esplosioni più concentrate e di conseguenza comportanti minori danni collaterali.

## Manifestazioni e proteste

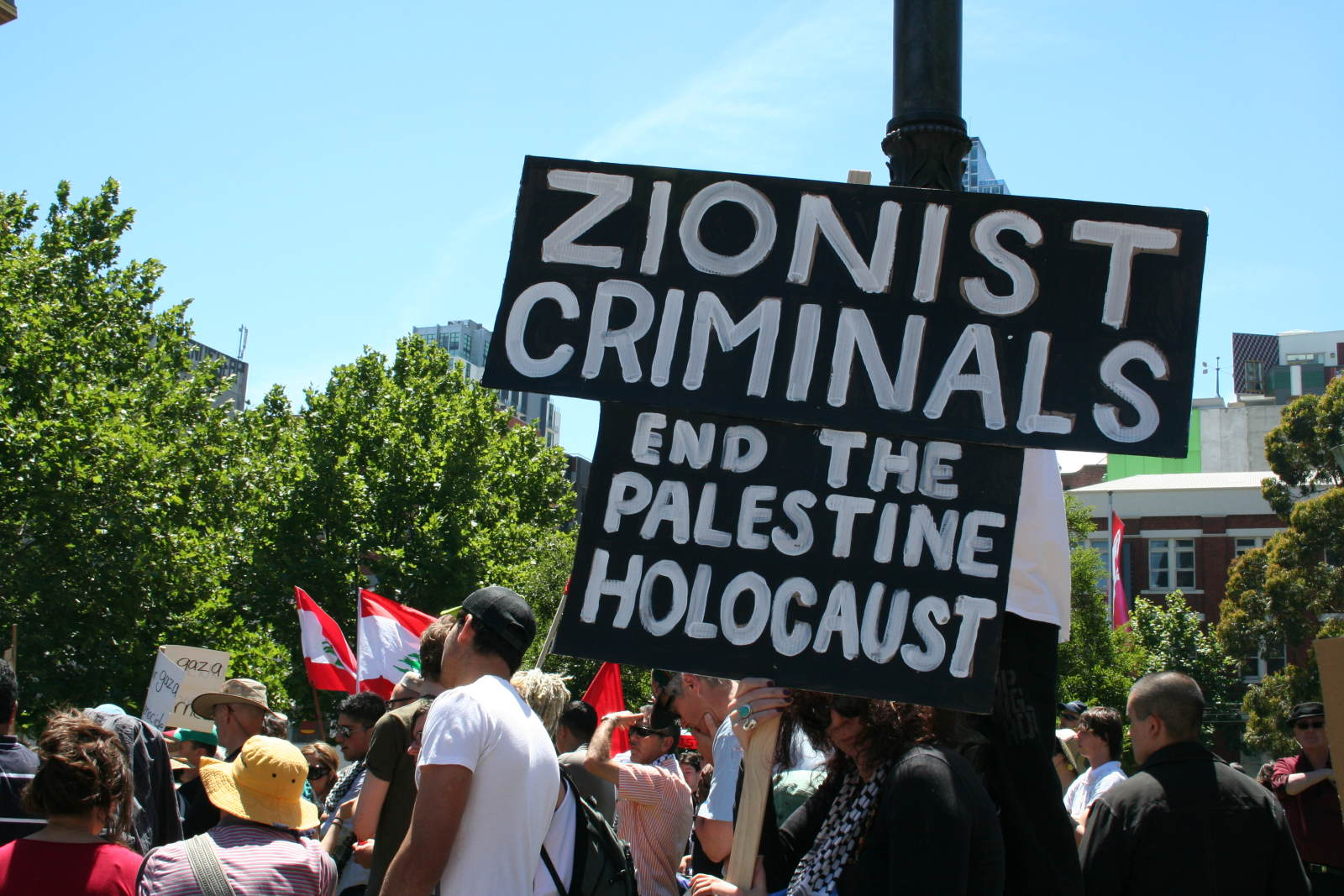
Proteste contro l'operazione Israeliana a Melbourne, in Australia.

Molte proteste contro Israele sono avvenute in tutto il mondo. Manifestanti contro l'azione militare a Londra, Parigi, Oslo, e in altre città si sono scontrati con la polizia. In Cisgiordania, ogni giorno si sono tenute manifestazioni contro gli attacchi israeliani. Alcune manifestazioni sono state molto "violente", con scontri tra persone che lanciavano pietre e forze di sicurezza israeliane. Almeno due palestinesi sono stati uccisi dalle forze israeliane in Cisgiordania durante le proteste contro l'offensiva su Gaza: Il 4 gennaio, un uomo tra la folla a Qalqilya, è rimasto ucciso dalle forze di sicurezza israeliane, mentre il 16 gennaio, un adolescente è morto dopo essere stato colpito alla testa durante una manifestazione a Hebron. Il Centro Palestinese per i Diritti Umani (PCHR) ha riferito che tra il 15 gennaio e il 21 gennaio, 36 persone, tra cui 16 bambini, sono stati feriti dalle forze israeliane nel West Bank in varie proteste contro l'offensiva. Ci sono stati attacchi isolati contro obiettivi ebraici e israeliani nel mondo. Più di 300 siti web israeliani, nei primi giorni del conflitto, sono stati attaccati da Hacker che hanno lasciato messaggi anti-israele e anti-USA. In Egitto, le proteste hanno obbligato il governo a riaprire il valico di Rafah per permettere la consegna di cibo e medicinali nella striscia di Gaza.

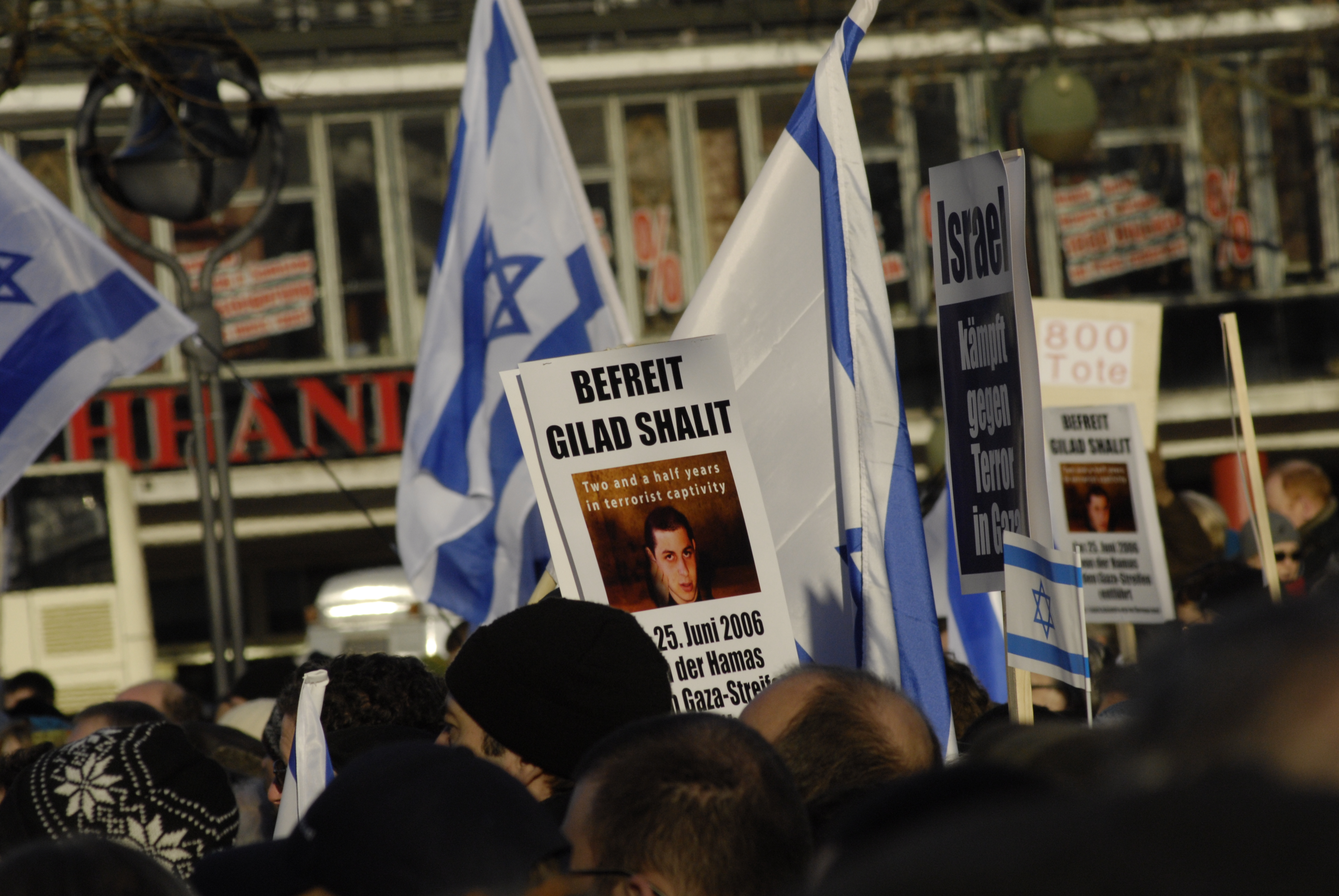
Manifestazione a favore di Israele a Berlino, in Germania (11.01.2009).

In Israele ci sono state manifestazioni sia a favore che contro gli attacchi. Quasi in 10 000 a New York City l'11 gennaio hanno sostenuto Israele. Negli Stati Uniti, un sondaggio della CNN ha mostrato che il 63 % pensa che l'operazione militare israeliana sia giustificata, inoltre il 75% dei repubblicani e il 52% dei democratici erano a favore dell'azione militare.
La più grande protesta, fino a un milione di persone, si è tenuta a Damasco il 7 gennaio  con un evento organizzato dal governo. Il 10 dicembre, una nuova ondata di proteste ha avuto luogo in Europa. A Londra, 50 000 persone hanno marciato verso l'ambasciata israeliana, è stata la più grande manifestazione pro-palestinese nel Regno Unito. A Parigi, 30 000 persone hanno marciato con manifesti che dicevano: "Siamo tutti bambini di Gaza". Ulteriori proteste si sono svolte in tutta Europa. Il movimento pacifista israeliano Gush Shalom ha condannato la guerra, e ha organizzato una manifestazione di massa a Tel Aviv.

## Uso dei media

### La posizione di Israele
Una delle caratteristiche dell'operazione militare, rispetto a quelle avvenute in passato, è stata l'assenza di media indipendenti e stranieri nella zona del conflitto, Israele ha infatti vietato l'accesso a Gaza ai giornalisti fino ad alcuni giorni dopo il termine delle ostilità. Questa situazione ha portato ad avere come uniche informazioni dirette sugli eventi quelle fornite dall'IDF da una parte e da Hamas e media filo-palestinesi dell'altra, entrambe quindi fonti dichiaratamente schierate. Secondo alcuni commentatori questa scelta potrebbe essere stata presa per cercare di ottenere un maggiore appoggio da parte dell'opinione pubblica, appoggio che, soprattutto internazionalmente, era venuto a mancare in operazioni simili come quelle recenti in Libano, proprio a causa delle reazioni dovute alla vista della devastazione portata dai bombardamento. D'altro canto questo blocco ha fatto sì che le uniche immagini che siano uscite dalla Striscia di Gaza durante il conflitto, escluse quelle diffuse dell'IDF tramite i suoi canali ufficiali, fossero quasi esclusivamente quelle volute da Hamas, con il rischio di censure o strumentalizzazioni.
I media hanno riportato anche casi di "operazioni mediatiche", sviluppate durante l'operazione, in collaborazione tra le ambasciate israeliane e le comunità ebraiche in occidente, con lo scopo di aumentare i consensi nei confronti di Israele nelle nazioni dove queste risiedevano.
A fine gennaio Ynetnews (la versione online in lingua inglese del Yedioth Ahronoth, il quotidiano più letto di Israele) ha dato notizia che il Immigrant Absorption Minister of Israel (il ministero dell'immigrazione) avrebbe reclutato un "esercito di bloggers", sia tra gli ebrei immigrati di recente (il 60%), sia tra gli ebrei residenti all'estero, con lo scopo di migliorare l'immagine di Israele in internet (siti web, blog, social network, ecc.). Secondo quanto riportato nell'articolo le persone contattate sarebbero più di 1000, di cui 350 in grado di parlare russo, 250 inglese, 150 spagnolo, 100 francese e 50 tedesco; oltre a queste sarebbero presenti persone in grado di parlare anche portoghese, svedese, olandese, italiano, rumeno, ungherese, polacco, greco, bulgaro, danese, turco-persiano, arabo e cinese. Il direttore del dipartimento di relazioni pubbliche del ministero ha affermato anche che verrà previsto l'uso di questi anche oltre l'immediato periodo post-conflitto.
Sempre relativamente al rapporto tra media e governo israeliano, questo ha chiesto che non fossero pubblicate foto o nomi degli ufficiali impegnati nell'operazione, per evitare che eventuali corti straniere possano aprire procedimenti nei loro confronti per supposte violazioni del diritto internazionale.

### La posizione di Hamas
Per quello che riguarda Hamas l'operazione Piombo Fuso è ovviamente entrata a far parte degli argomenti della propaganda anti-israeliana. Tra le varie azioni anche la "morte" della mascotte del programmi per bambini "Pionieri del domani" di Al-Aqsa TV (la televisione del movimento, il cui edificio è stato bombardato e completamente distrutto durante l'operazione militare): il pupazzo Assud, un coniglio gigante, è stato mostrato in un letto d'ospedale mentre, morente a causa delle ferite riportate nei bombardamenti, affermava "Sono qui perché stavo venendo ad Al Aqsa Tv, volevo portarvi regali, libri, riviste e oggetti che appartengono ai bambini di Gaza, ma sono finito nel mezzo d'un bombardamento [...] Cari bambini, il nemico sionista è infido. Uccide ogni cosa. Ma io non avrei mai creduto che sarebbe arrivato a tanto: uccidere i bambini della Palestina e bombardare la loro tivù". Il pupazzo Assud non è la prima mascotte che è stata "fatta morire" da Al-Aqsa con modalità che potessero essere in qualche modo assimilabili a quelle in cui possono morire o essere feriti i palestinesi reali: l'ape Nahul, di cui Assud era il successore, era "morta" dopo aver atteso per ore di attraversare un check point per essere ricoverata in ospedale, mentre il topo Farfur (simile nelle fattezze a Topolino) era stato "ucciso" da un rappresentante di Israele durante un interrogatorio perché si era rifiutato di vendere il terreno della sua famiglia. Ovviamente ogni "morte" veniva poi impiegata nel programma per propagandare tra il pubblico giovanile la richiesta di lottare contro Israele e contro "la sozzura del Sionista", anche a costo della propria vita. Il coniglio Assud è stato sostituito pochi giorni dopo dall'orsacchiotto Nassur, che tra i suoi primi interventi ha annunciato il suo arruolamento nelle Brigate Ezzedin al-Qassam, ramo militare di Hamas (presente nella lista delle organizzazioni terroristiche delle principali nazioni occidentali).
Sul conflitto è stato girato un documentario dal titolo To Shoot an Elephant.

## Conseguenze politiche
Come già detto l'operazione militare è avvenuta all'approssimarsi delle elezioni anticipate israeliane e per molti commentatori la sua messa in opera, o per lo meno la sua intensità e l'appoggio unanime delle principali forze politiche israeliane, sono strettamente legata a queste.

### Israele
Dal punto di vista elettorale i primi sondaggi dopo il cessate il fuoco del 18 gennaio davano in vantaggio il Likud di Benjamin Netanyahu, che, oltre alle operazioni a Gaza contro Hamas, puntava nella sua campagna elettorale sul rifiuto del ritiro dagli insediamenti illegali nei territori occupati, mentre al secondo posto sarebbe stato il Kadima della ministra degli esteri Tzipi Livni, che non avrebbe avuto un significativo aumenti di voti dopo l'operazione militare, terzo il Partito Laburista Israeliano di Ehud Barak. Con l’approssimarsi delle elezioni, e il perdurare dell'instabile tregua, sondaggi successivi mostravano un aumento di voti per il partito nazionalista laico di destra Yisrael Beytenu, retto da Avigdor Lieberman (partito che ha il suo elettorato principalmente tra gli immigrati provenienti dai paesi dell'ex blocco sovietico), voti in parte provenienti da un ulteriore spostamento a destra dell'elettorato del Likud.
I risultati delle elezioni hanno visto vincente Kadima, con 28 seggi, 27 al Likud, 15 al Yisrael Beytenu e solo 13 ai laburisti, che divengono il quarto partito israeliano, situazione che ha reso molto difficoltosa la costituzione di un governo stabile. Tzipi Livni non riesce ad ottenere la maggioranza necessaria per poter governare. Al contrario Netanyahu, candidato del Likud, riesce a costituire un'alleanza sia con il Yisrael Beytenu di Avigdor Lieberman che con i laburisti di Ehud Barak, a cui si aggiungono li Shas, e il partito Casa Ebraica, ottenendo una maggioranza di 69 seggi (su 120) il 31 marzo 2009. Il giorno dopo a questa coalizione si sono uniti anche i 5 parlamentari del gruppo di ispirazione religiosa ortodossa Giudaismo unito nella Torah.
Nell'ambito delle elezioni si è anche registrata la richiesta da parte dei partiti Yisrael Beytenu e Unione Nazionale di bandire i partiti arabi United Arab List-Ta'al e Balad (al tempo rappresentanti più della metà dei parlamentari israeliani di origine araba) dalle elezioni, richiesta approvata a grande maggioranza dal comitato elettorale. I partiti esclusi, che durante l'operazione militare avevano organizzato manifestazioni contro di essa, sono stati accusati di non riconoscere il diritto all'esistenza di Israele come nazione ebraica e di supportare i gruppi terroristici. I membri del Yisrael Beytenu hanno dichiarato che all'esclusione dalle elezioni del Balad, ritenuto un partito terrorista, sarebbe dovuta seguire la sua dichiarazione come gruppo illegale. La corte suprema israeliana ha tuttavia annullato la decisione, riammettendo i due partiti alle elezioni, ritenendo la decisione di escluderli infondata e basata su prove inconsistenti ("flimsy evidence").

### Rapporti tra le fazioni palestinesi
I rapporti tra le due fazioni palestinesi Al Fatah e Hamas sono sempre stati problematici, ed il confronto è sfociato in scontro armato in alcune circostanze; inoltre le due fazioni hanno entrambe sistematicamente ignorato il rispetto dei diritti umani, torturando e detenendo arbitrariamente gli avversari prigionieri in loro possesso; la popolazione ha enormemente sofferto della mancanza di un'autorità centrale funzionante, ed è stata impossibilitata ad ottenere quelle garanzie di legalità caratteristiche di un paese civile; per contro i membri delle due fazioni hanno liberamente ed impunemente rapito, torturato e devastato senza che le forze di sicurezza dell'Autorità Nazionale Palestinese intervenissero.
Recentemente anche un articolo di InterPress Service della giornalista Cherrie Heywood (Electronic Intifada, 17 novembre 2008), ha fornito un resoconto su torture e maltrattamenti compiuti dalle due fazioni sugli avversari, oltre che delle intense pressioni compiute sui giornalisti.
I rapporti tra i due gruppi sono rimasti tesi per tutta la durata dell'operazione. Alcuni esponenti di Hamas e dei gruppi filo-palestinesi più estremisti hanno accusato apertamente Fatah di appoggiare, anche solo rimanendo passivi, l'operazione israeliana, nonostante negli ultimi giorni dell'offensiva ci siano state testimonianze che segnalavano la presenza di uomini del braccio armato di Fatah intenti a collaborare con gli uomini di Hamas contro l'IDF. La tensione tra i due gruppi è rimasta tesa anche per il periodo immediatamente successivo al cessate il fuoco, per poi andare rilassandosi durante il febbraio 2009, anche grazie all'opera di mediazione egiziana.
Il 7 marzo 2009 il primo ministro dell'Autorità Nazionale Palestinese, Salam Fayyad, si è dimesso, segnale che è stato interpretato come un'apertura ad un possibile governo di unità nazionale, anche se Hamas ha commentato le dimissioni considerandole conseguenza di contrasti tra Fayyad e il presidente Abu Mazen. Fayyad, tra i fondatori del partito La Terza Via e già ministro delle finanze nel breve governo di coalizione della primavera 2007, era stato nominato primo ministro da Abu Mazen nel giugno 2007, al posto di Ismail Haniyeh (politico di Hamas, nominato a seguito delle elezioni del 2006) dopo la crisi che aveva visto la rottura delle relazioni tra i due gruppi e la cacciata da Gaza degli esponenti di Fatah. La legalità della nomina era stata tuttavia più volte posta in dubbio, oltre ad essere stata apertamente criticata da Hamas (che a Gaza ha continuato a riconoscere Haniyeh come primo ministro), non essendo stata ratificata dal Consiglio legislativo palestinese (di cui Hamas ha la maggioranza) come prevedevano alcuni articoli della legge palestinese, temporaneamente sospesi dal presidente Mazen.
Il mandato di Abu Mazen è scaduto ufficialmente il 9 gennaio 2009, ma la condizione di guerra non ha ovviamente permesso di effettuare nuove elezioni presidenziali e legislative. Il presidente dell'ANP, data l'impossibilità di svolgere nuove elezioni, ha annunciato un'estensione del suo mandato di un anno, ritenendo che questa decisione sia concorde con la legge palestinese.
Dal canto suo Hamas ritiene invece decaduto il mandato del presidente e considera la carica ufficialmente ricoperta dal portavoce del Consiglio legislativo palestinese, Abdel Aziz Duwaik, in base alla legge che prevede, per chi ricopre questo incarico, la presidenza ad interim per 60 giorni dopo la decadenza, le dimissioni o la morte del presidente, termine entro il quale dovrebbero essere svolte le nuove elezioni. Abdel Aziz Duwaik è tuttavia stato arrestato da Israele nell'agosto del 2006 durante l'operazione Piogge estive ed è tuttora detenuto insieme ad altri ministri e parlamentari di Hamas.
Hamas, dopo il 9 gennaio, ha comunque affermato che la questione della legittimità o meno della presidenza di Abu Mazen, non rientra nelle sue priorità.